# توشییا تاکاگی
توشییا تاکاگی (انگلیسی: Toshiya Takagi؛ زادهٔ ۲۵ نوامبر ۱۹۹۲) بازیکن فوتبال اهل ژاپن است.